# Tilt
Tilt — второй студийный альбом австралийской инди-электропоп-группы Confidence Man, вышедший 1 апреля 2022 года с помощью лейбла I Oh You (дочерней компании фирмы Mushroom Group). Он был анонсирован 10 ноября 2021 года вместе с лид-синглом альбома «Holiday». Согласно пресс-релизу, анонсировавшему альбом, он «яростный, кокетливый и полный гимнов», и слушателям «может понадобиться присесть, прежде чем нажать кнопку воспроизведения».
На церемонии ARIA Music Awards 2022 года альбом был номинирован в категории «Лучший танцевальный/электронный релиз».
На AIR Awards 2023 года альбом победил в номинации «Лучший независимый танцевальный или электронный альбом или EP». Команда Mushroom также была номинирована на звание «Независимая маркетинговая команда года» и «Независимая рекламная команда года».

## Отзывы
| Совокупная оценка | Совокупная оценка |
| Источник          | Оценка            |
| ----------------- | ----------------- |
| Metacritic        | 80/100            |
| Оценки критиков   |                   |
| Источник          | Оценка            |
| AllMusic          | [ 1 ]             |
| Clash             | 9/10              |
| DIY               | [ 11 ]            |
| musicOMH          | [ 12 ]            |
| NME               | [ 13 ]            |
| PopMatters        | 7/10              |
| The Skinny        | [ 15 ]            |

Альбом получил положительные отзывы музыкальных критиков и интернет-изданий. На сайте Metacritic, который присваивает нормализованный рейтинг из 100 баллов рецензиям основных критиков, альбом получил средний балл 80, основанный на девяти рецензиях.
Нил З. Йенг из AllMusic пишет: «Спустя четыре года после своего болезненно-хиппового дебюта „Уверенная музыка для уверенных людей“ австралийцы Confidence Man ещё больше укрепили свою титулованную уверенность, ослабив бдительность и полностью приняв свои танцевальные корни на праздничном Tilt. В то время как разрушительная прохлада их первого альбома заставляла чувствовать себя так, словно пытаешься попасть в клуб с высокой платой за вход, Tilt распахивает двери и приглашает всех на вечеринку, на полную катушку в коллекции хаус-индепендентов 90-х, которые поднимают слушателей на другой уровень чистой эйфории», заключая: «Катарсическая разрядка абсолютно радостна на этом стильном альбоме для вечеринок, наливной дозе максималистского эскапизма от квартета, который просто хочет, чтобы вы танцевали, отбросив все заботы».
Патрик Кларк из New Musical Express назвал этот альбом «решительно отличающимся от своего предшественника», сказав, что «он менее глупый, но более уверенный, с удовольствием позволяющий перекачанным рейвовым инструменталам в духе 90-х занимать центральное место так же часто, как и повествование Planet и Bones». Кларк также сказал: «Tilt — это альбом, который доказывает, что лагерность и нелепость не обязательно должны идти в ущерб настоящей глубине».
Нив Кэри из The Skinny отметила: «Tilt — это эйфорический альбом, который дерзко заимствует танцевальные гимны начала 90-х. Это очень весело; производство мастерски воспроизводит звуки особенно интересного времени для электронной музыки, не воспринимая себя слишком серьёзно».

## Список композиций
1. «Woman» — 4:28
2. «Feels Like a Different Thing» — 3:47
3. «What I Like» — 3:23
4. «Toy Boy» — 3:30
5. «Luvin U Is Easy» — 4:24
6. «Holiday» — 4:48
7. «Trumpet Song» — 3:23
8. «Angry Girl» — 2:52
9. «Push It Up» — 3:24
10. «Kiss N Tell» — 0:54
11. «Break It Bought It» — 3:42
12. «Relieve the Pressure» — 6:09

## Чарты
| Чарт (2022)                                  | Высшая позиция |
| -------------------------------------------- | -------------- |
| Австралия (ARIA)                             | 7              |
| Шотландия (Scottish Albums Chart)            | 34             |
| Великобритания (UK Dance Albums Chart)       | 1              |
| Великобритания (UK Digital Albums Chart)     | 29             |
| Великобритания (UK Independent Albums Chart) | 11             |